# Hoplacephala linearis
Hoplacephala linearis är en tvåvingeart som beskrevs av Villeneuve 1929. Hoplacephala linearis ingår i släktet Hoplacephala och familjen köttflugor.
Artens utbredningsområde är Taiwan. Inga underarter finns listade i Catalogue of Life.